# Verwaltungsgemeinschaft Gefell
In der Verwaltungsgemeinschaft Gefell im heutigen thüringischen Saale-Orla-Kreis hatten sich die Stadt Gefell und fünf Gemeinden zur Erledigung ihrer Verwaltungsgeschäfte zusammengeschlossen.

## Die Gemeinden
- Blintendorf
- Dobareuth
- Gebersreuth
- Gefell, Stadt
- Langgrün
- Stelzen

## Geschichte
Die Verwaltungsgemeinschaft wurde am 6. März 1991 gegründet. Am 1. Januar 1997 wurde die bisherige Verwaltungsgemeinschaft aufgelöst und die bis zu diesem Zeitpunkt beauftragenden Gemeinden, mit Ausnahme von Stelzen, nach Gefell eingemeindet. Stelzen wurde zeitgleich nach Tanna eingemeindet.

### Einwohnerentwicklung
Entwicklung der Einwohnerzahl (Stand: jeweils 31. Dezember, Datenquelle: Thüringer Landesamt für Statistik)
- 1994: 3055
- 1995: 3087
- 1996: 3026